# Vincent Margueritte
Vincent Margueritte, né le 3 juillet 1981 à Saint-Lô, est un joueur de basket-ball professionnel français. Il mesure 2,09 m et fit notamment les beaux jours de l'UJAP Quimper, puis d'Angers BC 49.

## Clubs
- 1991 - 1995 :  Saint Lô
- 1995 - 1996 :  Caen
- 1996 - 2000 :  Centre Fédéral (Nationale 1)
- 2000 - 2002 :  Chalon-sur-Saône (Pro A)
- 2002 - 2005 :  Quimper (Nationale 1 puis Pro B)
- 2005 - 2006 :  Vitré (Nationale 2)
- 2006 - 2008 :  Cognac (Nationale 2)
- 2008 - 2009 :  Angers BC 49 (Nationale 1)
- 2009 - 2010 :  Salin-les-Bains (Nationale 2)
- 2010 - 2011 :  Lons-le-Saunier (Nationale 3)
- 2011 - 2014 :  REAL Chalossais (Nationale 3)

## Palmarès
- Champion de France Nationale 1 en 2003
- Finaliste de la Coupe Saporta en 2001
- Super Coupe du sud ouest en 2013